# Kürassier (Panzer)

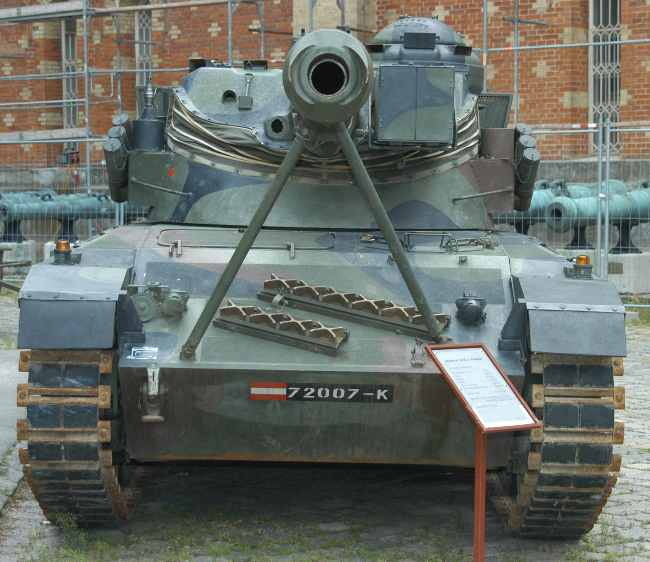
Jagdpanzer Kürassier

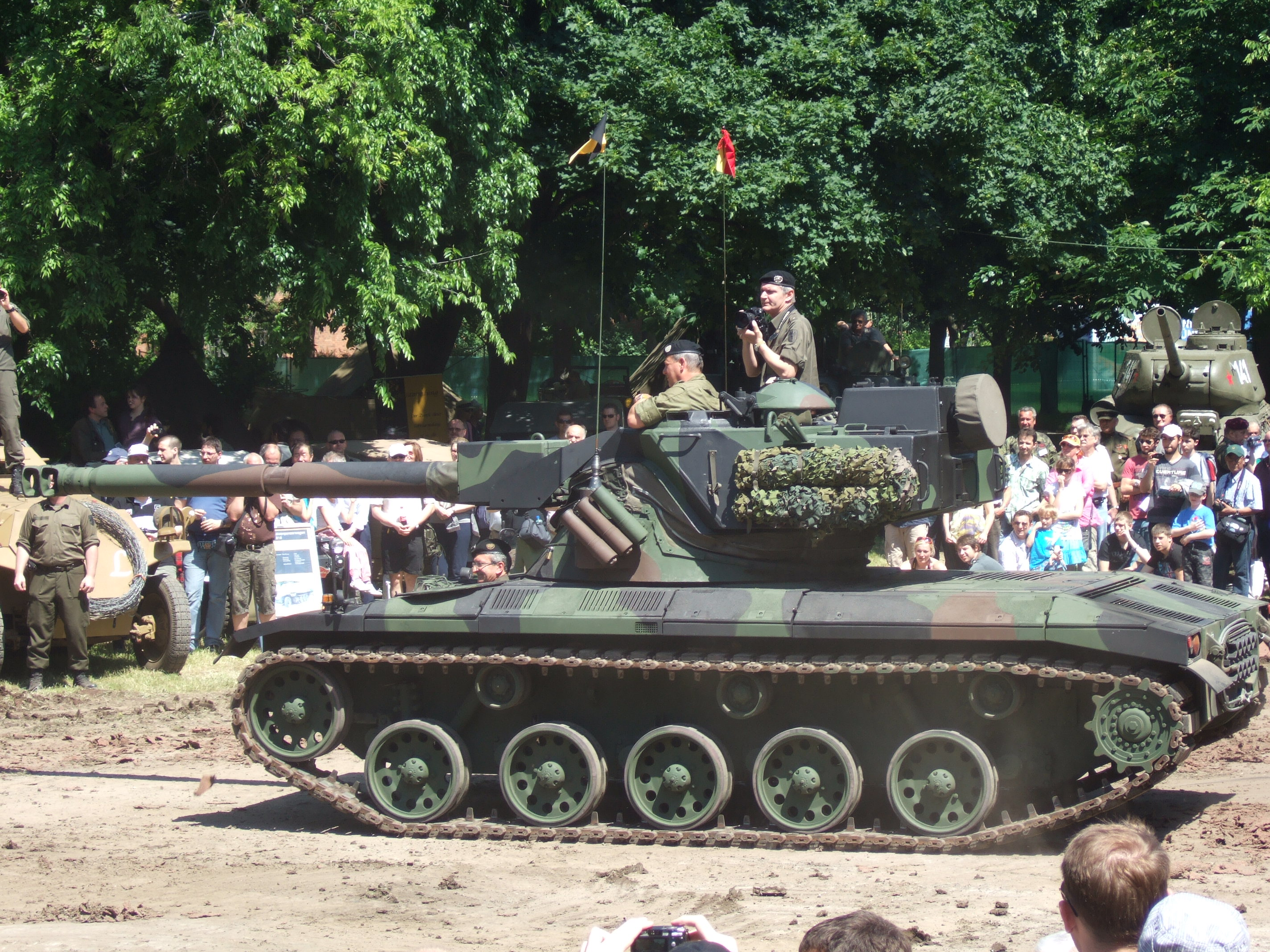
Kürassier, Heeresgeschichtliches Museum

Der Kürassier ist ein Jagdpanzer mit Wiegeturm aus österreichischer Produktion. Er wird auch als leichter Panzer oder Aufklärungspanzer verwendet. 1967 stellte die damalige Firma Saurerwerke (später Steyr Daimler Puch) im Werk Wien einen Prototyp her, 1971 folgten fünf Vorserienfahrzeuge. Das Bundesheer bestellte insgesamt 150 Jagdpanzer dieses Typs, die seit der Jahrtausendwende nach und nach ausgemustert, verkauft oder Museen zur Verfügung gestellt werden.

## Allgemeines
Der im österreichischen Bundesheer bereits verwendete Schützenpanzer Saurer wurde modifiziert und der Turm samt Kanone daraufgesetzt. Das Fahrgestell besteht aus fünf Laufrollen und drei Stützrollen auf jeder Seite, Heckantrieb, gummigepolsterter Kette, Drehstabfederung. Der Motor befindet sich hinten links – der vermeintlich modifizierte Spz hat den Motor in der Frontpartie, wo auch der Antrieb erfolgt.
Die 105-mm-G1-Kanone stammt vom französischen Hersteller GIAT.
Der Wiegeturm kommt ebenfalls aus Frankreich und findet auch im französischen Panzer AMX-13 Verwendung. Der Kürassier weist Ähnlichkeit mit dem AMX-50 auf. Er ist ein modifizierter FL 12/44 und mit einer sogenannten Scheitellafette ausgestattet, was den Einbau einer Ladeautomatik wesentlich vereinfacht, gleichzeitig aber zu einer verhältnismäßig hohen Silhouette führt. Der sonst große Nachteil des geringen Höhenrichtbereichs (−6° bis +13°) fällt bei einem Jagdpanzer kaum ins Gewicht. Dafür wird eine hohe Feuergeschwindigkeit bis zu zwölf Schuss pro Minute erreicht, erst nach zwölf Schuss müssen die Trommeln von außen nachgeladen werden.
Die Kommandantenkuppel befindet sich auf der linken Turmseite, der Fahrer sitzt links vorne, und der Richtschütze befindet sich rechts im Turm.
Der Kürassier war beim österreichischen Bundesheer von 1972 bis ca. 2014 im Einsatz.

## Varianten
- SK105 A1
- SK105 A2
- SK105 A2S
- SK105 Super Kürassier (Prototyp)
- SK105 A3 (Prototyp)

Der Bergepanzer Greif A1 („4KH7FA SB20“) und der Pionierpanzer SK 105 PiPz („4KH7FA-AVE“) haben mit dem Triebwerk auch den Beinamen geerbt, so dass man von einer gemeinsamen Plattform sprechen kann.

## Verwendungsgebiete
- Argentinien
  - 112
  - 8 Bergepanzer
- Botswana
  - 20
  - 2 Bergepanzer
- Brasilien
  - 18
  - 1 Bergepanzer
- Marokko
  - 111
- Österreich

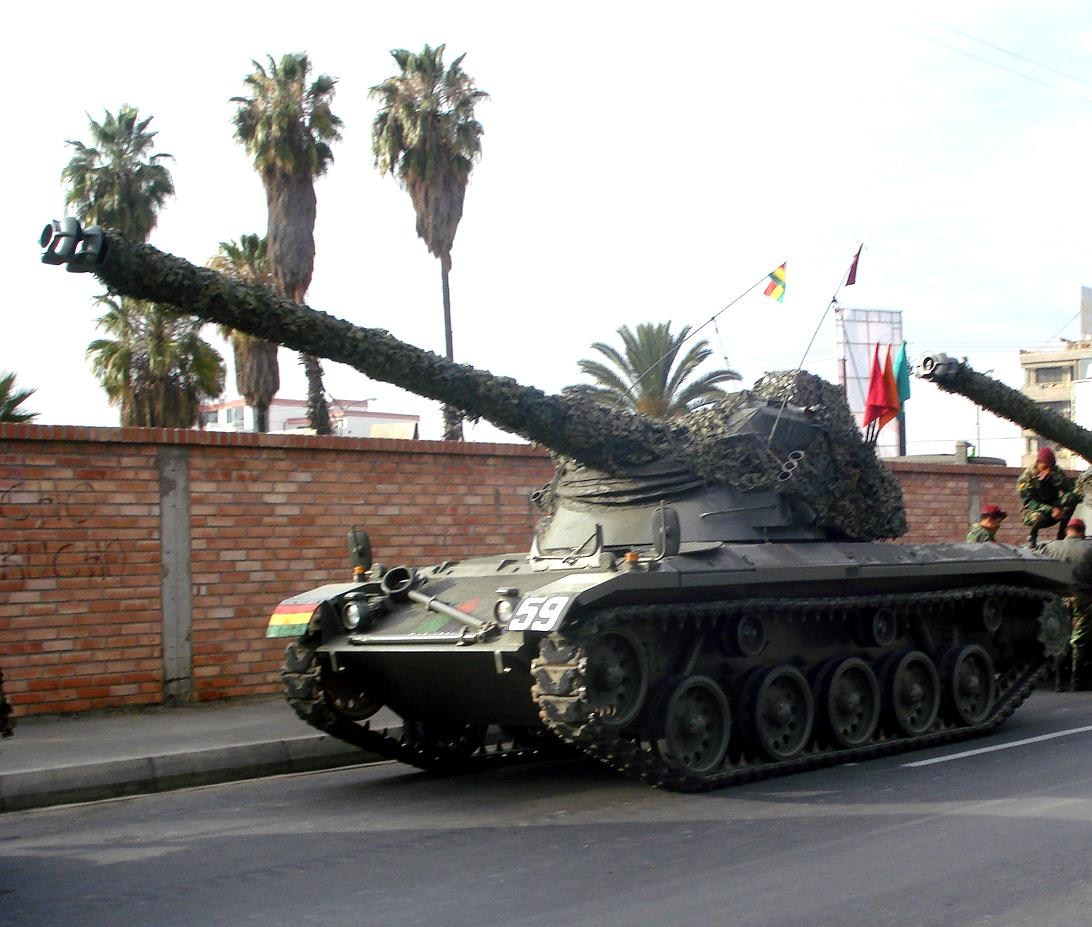
Bolivianischer Kürassier

  - 152 Jagdpanzer Kürassier SK-105 A2
  - 133 Jagdpanzer Kürassier SK-105 A1 (eingemottet)
  - 36 Bergepanzer
  - 18 Pionierpanzer
- Tunesien
  - 42 (Heer)
- Bolivien
  - 36
  - 1 Bergepanzer

## Technische Daten

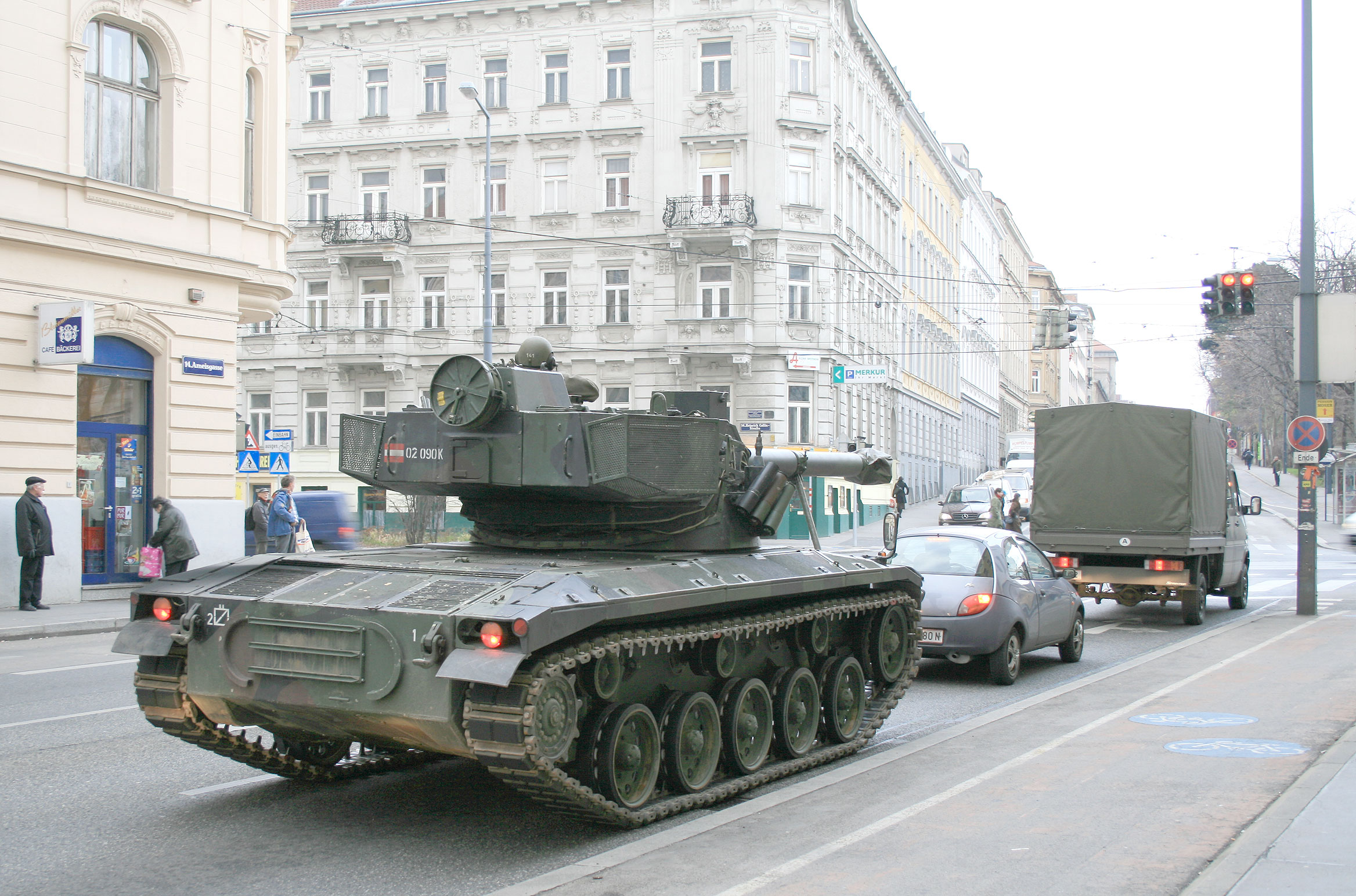
Kürassier im Straßenverkehr

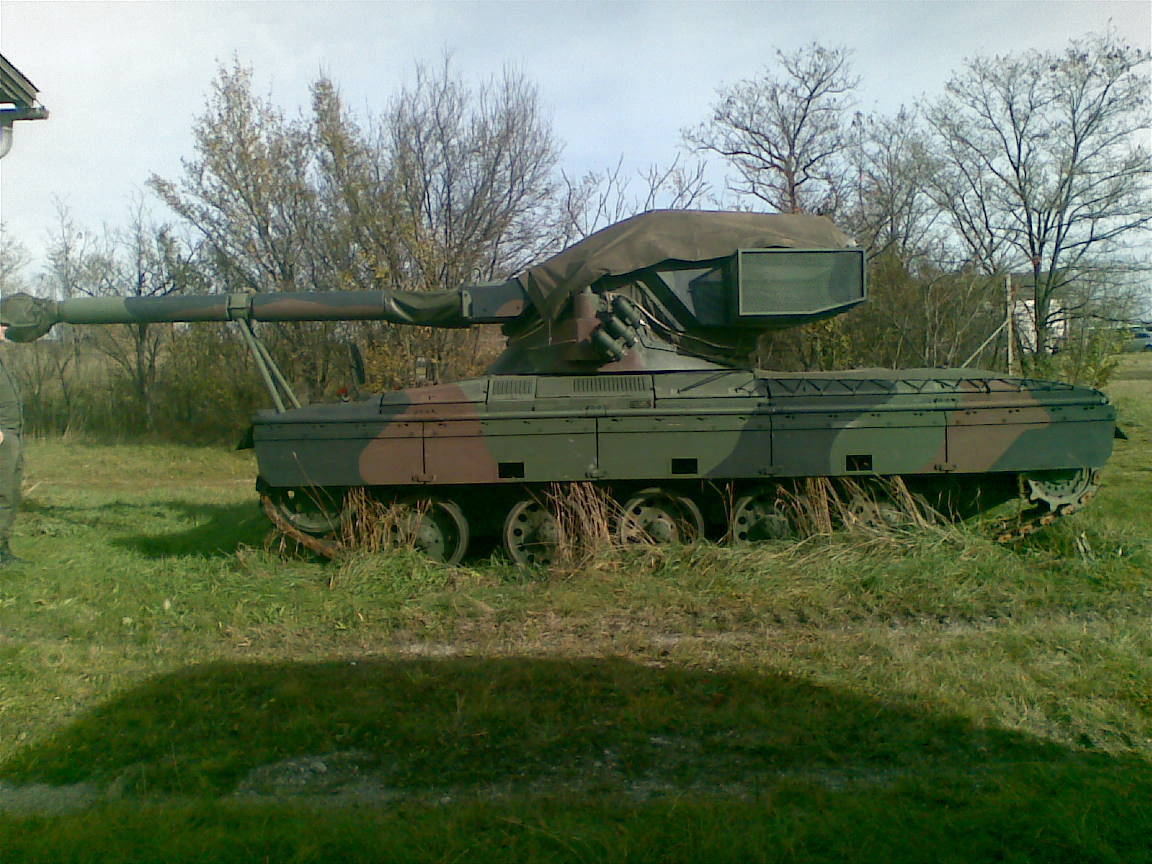
Kürassier mit Regenschutzabdeckung

- Kurzbezeichnung: JaPz K („Kürassier“), JaPzKA2
- Hersteller: Steyr Daimler Puch
- Baujahr: 1969–1998
- Gewicht: 18 t
- Besatzung:
  - 1 Panzerkommandant
  - 1 Richtschütze
  - 1 Panzerfahrer
- Geschwindigkeit: 68 km/h
- Fahrbereich:
  - auf der Straße: 470 km
  - im Gelände: 360 km
- Kletterfähigkeit: 0,8 m
- Überschreitfähigkeit: 2,4 m
- Steigfähigkeit: 75 %
- Watfähigkeit: 1 m
- Motor: wassergekühlter Sechszylinder-4-Takt-Dieselmotor mit Direkteinspritzung und Abgasturboaufladung 235 kW (320 PS) Drehmoment: 1100 Nm, Typenbezeichnung „4KH7FA“
- Laufwerk:
  - fünf Laufrollen, drei Stützrollen, Drehstabfederung, hydraulische Stoßdämpfer für erste und fünfte Laufrolle. Kette: Diehl-224A-Verbinderketten (0,38 m breit, Auflagelänge: 3,04 m), 78 Glieder
- Panzerung:
  - Wanne: vorne: 20 mm, seitlich: 14 mm, hinten: 12 mm, Dach: 8 mm
  - Turm: vorne: 40 mm, seitlich: 20 mm, hinten 20 mm, Dach: 10 mm
- Schutz:
  - Explosionsunterdrückungsanlage im Turm, Feuerlöschanlage im Motorraum, ABC-Schutzeinrichtung, an die die ABC-Schutzmasken von Kommandant und Richtschützen angeschlossen werden.
- Bewaffnung:
  - 105-mm-Kanone CN 105-57 mit Mündungsbremse und Thermalhülle (konstanter Rechtsdrall, 32 Züge) / Hersteller GIAT (Frankreich)
  - ein 7,62-mm-MG74 (koaxial)
  - sechs Nebelwurfbecher (70 mm)
- Munitionsarten:
  - OCC 105 F1 (hochexplosives Hohlladungs-Panzerabwehrgeschoss): Die effektive Schussentfernung beträgt 1900 m, Mündungsgeschwindigkeit: 800 m/s, die Durchschlagsleistung: 360–380 mm Panzerstahl bei einem Auftreffwinkel von 90 Grad, 150 mm bei 65 Grad.
  - OE 105 F1 (Sprenggranate gegen weiche Ziele): Aufschlagzünder, die Sprengzone hat einen Durchmesser von etwa 20 m.
  - OFL 105 G1 (panzerbrechendes Wuchtgeschoss): Der Wolfram-Carbid-Pfeil verlässt das Rohr mit einer Mündungsgeschwindigkeit von 1475 m/s – ein Sprengkopf ist bei dieser Geschwindigkeit nicht mehr notwendig. Durchschlagsleistung etwa 345 mm Panzerstahl bei einem Auftreffwinkel von 90 Grad (aus 0 m Entfernung) und 120 mm bei 67 Grad (1000 m). Die Zweikammer-Mündungsbremse musste dafür gegen eine Einkammer-Mündungsbremse ausgewechselt werden um den Verschuss der Treibspiegelmunition zuzulassen.
  - Übungsgranate: aus Kostengründen werden zu Übungszwecken umgebaute Granaten der beim Heer ausgemusterten 105-mm-Haubitzen M2A1 und A2 verschossen.
  - OFUM-105-F1 (Nebelgranate)
  - SCC-105-F1 (Übungs-Hohlladungsgranate)

- Munitionsvorrat:
  - zwölf in Ladetrommeln, fünf im Turmkorb, 26 im Fahrzeugrumpf, bei Bedarf ein Schuss im Patronenanschlag hinter dem Verschluss + 2000 Schuss für das MG
- Zusatzausstattung:
  - elektronische Feuerleitanlage (der israelischen Firma ELBIT)
  - Wärmebild-Nachtkampfausrüstung

- Abmessungen
  - Länge: (Kanone 12 Uhr) 7,77 Meter
  - Breite: 2,50 Meter
  - Höhe Oberkante Wanne: 1,54 Meter
  - Höhe Turmoberkante: 2,17 Meter
  - Höhe Kommandantenkuppel: 2,35 Meter

## Einsatzerfahrungen
Am 23. Oktober 2004 wurden sechs Kürassiere in der Ausrüstungsstufe A2 in den Kosovo verlegt. Es handelte sich um den ersten Einsatz von österreichischen Panzern im Ausland seit dem Ende des Zweiten Weltkriegs.

## Museale Rezeption
- Im Heeresgeschichtlichen Museum in Wien sind mehrere Modelle des Jagdpanzers Kürassier ausgestellt, darunter der erste Prototyp und auch die neuere A1-Version.[3]

- Salzburger Wehrgeschichtliches Museum (SWGM), Wals-Siezenheim bei Salzburg
- Bunkermuseum Wurzenpass, Kärnten, Österreich